# Cloașterf
Cloașterf – wieś w Rumunii, w okręgu Marusza, w gminie Saschiz. W 2011 roku liczyła 153 mieszkańców.